# ابن ابی الدم
ابراهیم بن عبدالله هَمدانی حُمَوی شهرت‌یافت به ابنِ اَبی الدَّم و لقب‌گرفته به شهاب‌الدین (۱۱۸۷–۱۲۴۴م) تاریخ‌نگار سوری بود. در بغداد فقه خواند و در مصر حدیث فراگرفت. در مصر وشام بسیار به آموزش حدیث پرداخت. قضاوت حماه را برعهده گرفت. به عنوان سفیر به عراق فرستاده شد، اما در راه بیمار گشت و بازگشت. کتاب التاریخ، التاریخ المظفری از آثار اوست.